# 王叡 (北魏)
王 叡（おう えい、434年 - 481年）は、北魏の文明太后の寵臣。字は洛誠。本貫は太原郡晋陽県。

## 経歴
侍御中散の王橋と賈氏のあいだの子として生まれた。6世の祖の王横は前涼の張軌の参軍であり、武威郡姑臧県を居としていた。
成長すると、その体格と容貌は雄偉であった。若くして父の生業であった卜筮の術を継いだ。皇太子拓跋晃に見出され、452年（興安元年）に太卜中散に抜擢された。ほどなく太卜令に進み、太史を兼ねた。476年（承明元年）、文明太后に気に入られて、給事中に抜擢された。まもなく散騎常侍・侍中・吏部尚書となり、太原公の爵位を受けた。宮中の機密に参与し、国政にも関わって、太后の寵愛は日増しに高まった。
478年（太和2年）、孝文帝と文明太后が百官と諸方の客を引き連れて虎の生息域を通ったところ、はぐれ虎が道を登って御座に迫った。側近の侍従たちはみな驚きうろたえるばかりであったが、ひとり王叡が戟を取って虎を防いだため、虎は引き下がっていった。479年（太和3年）春、東陽王元丕らとともに八議に入った。
9月、中山王に封じられた。王官22人を置き、中書侍郎鄭羲を傅とした。また妻の丁氏を妃に立てた。480年（太和4年）、尚書令に転じ、鎮東大将軍の号を加えられた。481年（太和5年）2月、沙門法秀の反乱計画が摘発されると、王叡は首謀者を処刑して、追従者の罪を赦すよう上奏した。これによって1000人あまりが刑死を免れた。
481年6月、病のため死去した。享年は48。衛大将軍・太宰・并州牧の位を追贈された。諡は宣王といった。都の士女は王叡の美を讃えて音楽を作り、これを「中山王楽」といった。

## 妻子

### 妻
- 丁氏（中山王妃）

### 子
- 王襲
- 王椿

### 女
- 王恩栄（李蕤の妻）
- 次女（李華の妻）

## 伝記資料
- 『魏書』巻93 列伝第81
- 『北史』巻92 列伝第80